# Стане Павлич
Стане Павлич (Љубљана, 7. октобар 1914 – Љубљана, 3. јул 1996) био је правник, економиста, народни посланик и југословенски дипломата. Својим деловањем је допринео грађењу многих међудржавних веза и сопственим држањем и појавношћу најпозитивније промовисао вредности Социјалистичке Федеративне Републике Југославије у свету.

## Биографија
Стане Павлич је завршио Правни факултет Универзитета у Љубљани, на којем је пре Другог светског рата и докторирао. Осим љубави према књижевности, веома рано се развио као полиглота научивши: италијански, немачки, руски, француски и енглески језик. Будући да му је матерњи био словеначки и да је добро говорио српскохрватски, Стане Павлич је користио седам језика што му је касније, поред осталог, омогућило продор у највише нивое југословенске дипломатије.
Током Другог светског рата, био је учесник Народно ослободилачке борбе.
Након ослобођења (1945) постаје координатор организације Уједињених нација за избеглице (UNWRA) у Словенији, а наредне године (1946) укључује се у рад Југословенске савезне владе у Београду, при Трговинској зборници.
Године 1950. постаје први представник нове Југославије у Западној Немачкој, у Бону, где је водио преговоре са савезницима (САД, Енглеска и Француска) за помоћ Југославији у храни, житарицама итд.
Након повратка у Београд, при Министарству спољних послова Коче Поповића, постаје професионални дипломата, те преговарањем остварује успешне трговачке односе са владама Италије, Грчке, Турске, Египта, Етиопије и Судана.

#### Место амбасадора у Индонезији (1957–1961)
Стане Павлич је именован за првог југословенског амбасадора у Индонезији након признавања њене независности 1949. године и отварања саме индонежанске политике ка промовисању природних богатстава, културних добара, разноврсних и многобројних обичаја, архитектуре и уметности другим државама ради успостављања дипломатских, економских и културних веза.

Стане Павлич је тако успоставио дипломатске односе, али и купио зграду југословенске амбасаде у којој се и данас, у елитном делу Џакарте, налази амбасада Републике Србије. На следећим фотографијама се може видети предаја акредитива Павлича у Индонезији.
Амбасадор Павлич је показао изузетно разумевање за индонежанску културу и обичаје и остварио је блискост са многим Индонежанима, а нарочито са оцем нације, Сукарном, првим индонежанским председником. Овај однос прераста оквире дипломатије те Сукарно и Павлич постају дугогодишњи кућни пријатељи и не мали број пута је сам председник Сукарно, долазио на породичне ручкове у југословенску амбасаду, а Стане Павлич је Сукарна неретко пратио на конференцијама и када је овај држао говоре.
Амбасадор Павлич је организовао посету Јосипа Броза Тита Индонезији током његове афро-азијске турнеје назване „Путем мира” када је између осталог, својом лађом „Галеб”, праћен супругом Јованком Броз, бројном свитом и припадницима Здруженог одреда Југословенске ратне морнарице приспео у Џакарту 23. децембра 1958.
Током овог свог мандата, Павле Станич је организовао неколико значајних посета како индонежанских званичника Југославији, тако и разних југословенских делегација Индонезији (Делегација ЈНА у трајању од 19 дана, посета Вељка Влаховића итд).  

#### Место амбасадора у Белгији и Луксембургу (1963-1967)
Након повратка у Београд, поново ради у Министарству спољних послова, а почетком 1963. године, именован је за амбасадора у Белгији и Великом војводству Луксембург. Ту пре свега ради на приближавању Југославије новонасталој Европској економској заједници.

#### Судија уставног суда и предавач
Крајем 1967. године се враћа у Љубљану. Године 1968. постаје судија Уставног суда СФРЈ, а након осам година (1976) и судија Уставног суда Републике Словеније. Током овог времена често држи предавања из области међународне трговине и међународних монетарних токова, пише стручне текстове (објављене у Међународној политици, као и најважнијим часописима Љубљане и Београда, а неке објављује и у страној штампи).
Био је члан Савезне конференције Социјалистичког савеза радног народа Југославије и Комисије за међународна економска и политичка питања и везе с другим комунистичким партијама Централног комитета Савеза комуниста Словеније.

#### Признања и награде
Стане Павлич је примио низ југословенских одликовања као и највиша одликовања Републике Индонезије, Краљевине Белгије, Велике кнежевине Луксембург, Републике Италије.
Стане Павлич је умро у Љубљани 1996. године.

## Легат Станета Павлича
Ћерке Станета Павлича, Бреда и Тања Павлич поклониле су Музеју књиге и путовања и Дому легата Удружења Адлигат целокупну архиву њиховог оца која укључује више стотина ретких, значајних и углавном непознатих фотографија и нешто личних предмета донетих из Индонезије.
Истиче се пропусница за неограничени улаз југословенског амбасадора у председничке палате, Титова фотографија коју је потписао пред прославу Нове 1959. године у Џакарти са Сукарном, када су двојица председника договарала, између осталог, успостављање Покрета несврстаних земаља.
Фото-албум са више од две стотине фотографија снимљених током ове посете, направљен је посебно за амбасадора. Ове фотографије су спремљене у кофер са посветом и нуде архивско сликовну грађу на Титовом „Путу мира” кроз Индонезију.

## Галерија
- Крај званичне посете Јосипа Броса Тита Џакарти
- Свечана церемонија приликом Титове посете Џакарти
- Јосип Броз Тито
- Стане Павлич, Јосип Броз Тито и Јованка Броз
- Свечани пријем
- Хартини, Павлић и Јованка Броз
- Хартини, Сукорно, Тито и Јованка Броз
- Тито и Сукарно
- Свечана церемонија
- Свечана церемонија
- Традиционални индонежански плес који су извеле Сукарнове ћерке
- Сукарно, Јованка Броз и Тито
- Тито, Сукарно и Јованка Броз
- Кофер са поклонима